# Seridó Ocidental (Rio Grande do Norte)
Seridó Ocidental is een van de 19 microregio's van de Braziliaanse deelstaat Rio Grande do Norte. Zij ligt in de mesoregio Central Potiguar en grenst aan de microregio's Seridó Oriental, Serra de Santana, Vale do Açu, Catolé do Rocha (PB), Sousa (PB), Patos (PB) en Seridó Ocidental (PB). De microregio heeft een oppervlakte van ca. 3.066 km². In 2006 werd het inwoneraantal geschat op 96.094.
Zeven gemeenten behoren tot deze microregio:
- Caicó
- Ipueira
- Jardim de Piranhas
- São Fernando
- São João do Sabugi
- Serra Negra do Norte
- Timbaúba dos Batistas

Mesoregio's: Agreste Potiguar · Central Potiguar · Leste Potiguar · Oeste Potiguar

Microregio's: Angicos · Agreste Potiguar · Baixa Verde · Borborema Potiguar · Chapada do Apodi · Litoral Nordeste · Litoral Sul · Macaíba · Macau · Médio Oeste · Mossoró · Natal · Pau dos Ferros · Seridó Ocidental · Seridó Oriental · Serra de São Miguel · Serra de Santana · Umarizal · Vale do Açu